# Johanne von Gemmingen
Johanne von Gemmingen geb. Petershagen (* 10. Juni 1901 in Schwetzingen; † 13. September 2001 in Ulm) war eine deutsche Schriftstellerin. Sie schrieb insbesondere Kinderbücher und Märchen.

## Leben
Nach dem Besuch der höheren Töchterschule in Ulm und dem frühen Tod ihres Vaters arbeitete sie bei der Heeresverwaltung und danach bei der Neu-Ulmer Zeitung, wo sie die Regionalberichterstattung sowie Film- und Theaterkritiken und Buchbesprechungen versah. Nach dem Zweiten Weltkrieg arbeitete sie von 1946 bis 1951 bei einem Jugendbuchverlag, danach war sie als Autorin für Märchen und Hörspiele für den Südwestfunk und für Bayern 1 tätig.

## Familie
Sie heiratete am 3. Oktober 1932 in Ulm Joachim Eberhard von Gemmingen (1893–1967), der aus seiner ersten, 1930 geschiedenen Ehe mit Marianne von Palm (1889–1977) bereits drei 1915 bis 1920 geborene Kinder hatte. Der Ehe mit Johanne entstammte dann noch die 1938 geborene Tochter Kristin. Das Paar hat sich später getrennt. Johanne blieb mit der Tochter in Neu-Ulm, während ihr Gatte in München lebte.

## Werke (Auswahl)
- Der Zirkus, 1946
- Der alte Baum und andere Märchen, 1946
- Vier Glöcklein, 1947
- Es weihnachtet, 1947
- Lustiger Jahrmarkt, 1948
- Die Osterwoche, 1949
- Vorgestern – Gestern – Heute. Geschichten, Gedichte, Skizzen aus fünf Jahrzehnten, 1981
- Ein seltsames Paar. Begegnungen und Geschichten, 1982
- Herzgeschichten, 1984
- Die Schwaben und andere Leut'. Fast lauter wahre Geschichten, 1988